# Molí de Carceller
El molí de Carceller, també anomenat Molí del Marquès, és un edifici d'Alcanar inclòs a l'Inventari del Patrimoni Arquitectònic de Catalunya.

## Descripció
És un edifici d'una sola planta que fa angle amb dos carrers.
El mur és de maçoneria, però a l'angle hi ha reforç de carreus amb pedra ben treballades. La porta, -la llinda i els muntants- és també de pedra. Al bell mig d'aquesta hi apareix la inscripció "AÑO 1799". Als angles el treball de la pedra és més senzill, imitant una motllura de cavet.
Com a coberta hi ha una teulada a una vessant, amb un ràfec pronunciat.

## Història
En un principi, es tractava d'un edifici destinat a molí d'oli, propietat del Marquès de les Atalayuelas, a qui pertanyien totes les cases del veïnat. El que conformava pròpiament el molí avui no es conserva, ja que es va vendre en canviar de propietari. L'actual, empra el local com a magatzem.
Segons Matamoros, el 1799, a més del Forn de la Vila n'hi havia un altre "local que existe en la calle del Mar, propiedad del Marqués de la Atalayuelas". Sembla que durant la guerra carlina mentre l'església feia de fortí, aquell lloc feia d'església. Aquest edifici i l'esmentat per Matamoros podrien ser el mateix, ja que les dates coincideixen (1799) i la propietat fins a temps recents -els Ayguavives que van demanar permís per construir el forn el 1799 van esdevenir marquesos de las Atalayuelas a mitjan segle XIX-.
Ara se li diu "de Carceller".